# 方必寿
方必壽（？—？），名或作必受，字伯僖，湖廣岳州府巴陵縣人，明朝政治人物。

## 生平
洪武十八年（1385年）乙丑科進士。授宛平縣知縣，升北平府知府，遷陝西按察使，操履堅確，赫然有聲。

## 家族
子方廷玉，永樂十三年進士，浙江右布政使。